# Селаја
Селаја (шп. Celaya) је град у Мексику у савезној држави Guanajuato. Према процени из 2005. у граду је живело 310.413 становника.

## Становништво
Према подацима са пописа становништва из 2010. године, град је имао 340.387 становника.
| 1990.   | 1995.   | 2000.   | 2005.   | 2010.   |
| ------- | ------- | ------- | ------- | ------- |
| 214.856 | 251.724 | 277.750 | 310.413 | 340.387 |